# 巫女舞 〜ただ一つの願い〜
『巫女舞 〜ただ一つの願い〜』（みこまい ただひとつのねがい）は、アダルトゲームブランド「etude」から、2004年11月26日に発売された18禁恋愛アドベンチャーゲームである。2005年9月8日には、KIDからコンシューマ移植版として一部原画を追加した『巫女舞 〜永遠の想い〜』がPlayStation 2で発売されている。こちらは15歳以上対象となっている。

## 概要
etude制作としては第一弾のソフト。
故郷を走る唯一の路線が廃線になることを知った主人公は、10年ぶりに故郷を訪れた。ところが、宿泊先の予定だった友達が引っ越していたことを知り、宿泊先を失ってしまう。途方に暮れ歩いていると主人公の幼なじみ、美坂夏希に出会う。夏希のはからいで彼女が巫女をしている神社に宿泊することになる。夏希を含む巫女4人と周りの人々との生活を描く、切ない恋愛アドベンチャーゲーム。

## ゲームシステム
- 進行は、PC版クリックorスクロール/PS2版○ボタンで文章を進めていく。なお、設定で自動進行やスキップをプレー中選択可能で、マウスやコントローラー、遊ぶ人への負担を減らすことができる。
- ストーリーで、見逃した文章やもう一度読みたい聴きたい文章があったとき、ある程度までは振り返ることができるようになっている。
- ストーリーでは、登場する選択肢を選んでいき彼女たちとの交流をしていく。選択肢の選び方でストーリーが大きく変化してしまう場合があり、安易に選択出来ない選択肢もある。日付を重ねると、御法度の選択肢も現れる。
- おまけでは、ストーリーで登場したCGイラストや収録されているBGMと楽曲を鑑賞することができる。PC版は誰か１人と結ばれないと項目がない。

## ストーリー
故郷を走る唯一の路線、三岡線が廃線になることをニュースで知った主人公は､有給休暇で神社の夏祭りを見に行くことにする。
駅に着き、携帯を見ると圏外になっており、公衆電話で泊めてもらう予定の友達へ電話をすると、名古屋へ引っ越したと言われ愕然する。
あてどなく村を歩いていると、紆余曲折を経て幼馴染の美坂夏希と再会する。事情を説明すると、彼女は草壁神社へ主人公を連れていく。
そこで起居することになり、様々な性格の巫女達との生活が始まる

## 登場人物
元樹（PC版は変更可能/PS2版は固定)
このゲームの主人公。10年ぶりに故郷・宮合村を訪れる。彼の容姿については、CGイラストで見ることが出来る。
美坂 夏希（みさか なつき）
声 : 神村ひな
十年ぶりに主人公と再会する幼馴染。とある事情で草壁神社に住み込みで巫女として働かせてもらっている。天真爛漫で故郷巡りをする主人公の後にくっついて歩いては、想い出話に花を咲かせるが、時折見当違いなことを口走って主人公を困らせる。
風見 久音（かざみ ひさね）
声 : 成瀬未亜
天気を当てたり、予言めいたことまで出来てしまう、自他共に認める草壁神社の看板娘なのだが、性格がおっとりしすぎていて、いつもぼんやりしている。神社の石碑に憑いている女性の霊を祓ってあげたいと願っており、そのために主人公に助力を求めてくる。
橘 琥珀（たちばな こはく）
声 : 武田美緒
草壁神社の巫女。近所に住んでいる。自分に厳しく他人にも厳しい。もちろん主人公にも厳しく当たる｡神社に納められている神剣を振りたいという宿願のために、ひたすら剣の修行に励んでいる｡
大澤 茜（おおさわ あかね）
声 : 霜月のどか
主人公の行き付けだった駄菓子屋｢大澤屋｣の店主兼草壁神社の巫女。祭り好きで子供好き、さらには情報通でもあるが、とにかくお金にうるさい。
風見 久奈（かざみ ひさな）
声 : 北都南
久音の妹。ぼんやりしている久音を連れ回して好き放題。主人公のことは割と気に入っているようで、何かにつけて絡んでくる。時折、意味深なことを言ったり、核心をつくようなことを言ったりもする、あらゆる意味で油断のならない女の子。
風見 清乃介（かざみ せいのすけ）
声 : 清瀬純
草壁神社の宮司。心優しい温厚な性格。山歩きで宮合の歴史をまとめている。
風見 雛子（かざみ ひなこ）
声 : 武田美緒
元草壁神社の巫女にして清乃介の妻。和服がよく似合う優しい女性。彼女達に１人一型で巫女舞を教える。
浅緋（あさひ）
声 : 北都南
主人公の夢に出てくる謎の少女。夏希・琥珀・久音・茜の4人全てをクリアすることで本編に登場。

## スタッフ
- 原画・キャラクターデザイン：植田亮
- シナリオ：伊藤光司、草里マア、秋史恭、健速、九頭竜坂瞬
- シナリオ監修：秋史恭
- ディレクター：草里マア
- BGM：羽越実有 (I've)、中沢伴行 (I've)

## 主題歌
- オープニングテーマ : wind of memory 〜記憶の風〜
  - 作曲・編曲：wata (I've) / 作詞・歌 : KOTOKO
- エンディングテーマ : spillage
  - 作曲・編曲：中沢伴行 (I've)、作詞：KOTOKO / 歌：MOMO

## PS2版について
- PC版からCGイラストの小変更や削除が行われている。削除に伴い新規イラストを追加している。新規追加されたイラストは、主にPC版でイラストが用意されていなかった、キャラにとって重要なシーンである。
- ストーリーは、18禁要素を省いた点と主人公名の固定を受け、内容変更とそれに伴う再アフレコが行われている。
- 新たに、クリア後に8月8日からスタートできるショートカットとストーリークリアリストが追加された。